# کومانیته
کومانیته (به بلغاری: Kumanite) یک منطقهٔ مسکونی در بلغارستان است که در شهرستان دریانوو واقع شده‌است.